# GARDEN (アイキャッチ)
『GARDEN』（ガーデン）は、フジテレビジョンの深夜枠で放送されたアイキャッチ。
1991年までは深夜帯らしいポップなものだったが、このアイキャッチになってから様相が一変した。深夜帯の番組のものとしては非常に印象的で、視聴者の目を引く出来であった。この成功で、後に『JUNGLE』『音楽美学』『STRAY SHEEP』と続いてゆく。

## バージョン
それぞれ、15秒と30秒バージョンがあり、計4バージョンとなる。『JUNGLE』同様、曜日によって各バージョンに使い分けられており、枝豆バージョンが日、月、水、金。草原バージョンが火、木、土である。また例外として、クリスマスバージョンも存在する。
- 草原バージョン：上空に煙を出した舟が出現する。最後は女性の声で「GARDEN、MIDNIGHT TV+」と言う。BGMはヴィム・メルテン作曲の『Usura』。BGMは女性の合唱のみの曲である。
- 枝豆バージョン：都市の上に巨大な枝豆があり、中から豆が次々と落下する。最後は女性の声で「GARDEN、MIDNIGHT TV+」と言う。BGMはルートヴィヒ・ヴァン・ベートーヴェン作曲のピアノソナタ第8番『悲愴』第2楽章。UFOから落ちてくる宇宙人をイメージしている。このバージョンは当時『JOCX-TV2』の時間帯においてのバラエティー番組でたびたびネタにされることがあり、『北野ファンクラブ』のオープニングアバンでは枝豆バージョンが流れた直後に、都市の夜景の上に出た枝豆が豆を吸い取るというパロディ映像が存在した。
- クリスマスバージョン：映像は草原バージョン及び枝豆バージョンと同じ。BGMは山下達郎の「WHITE CHRISTMAS」。最後は女性の声で「GARDEN、MIDNIGHTクリスマス」と、ほかのバージョンとは違うナレーションが入る。